# Мериден (Коннектикут)

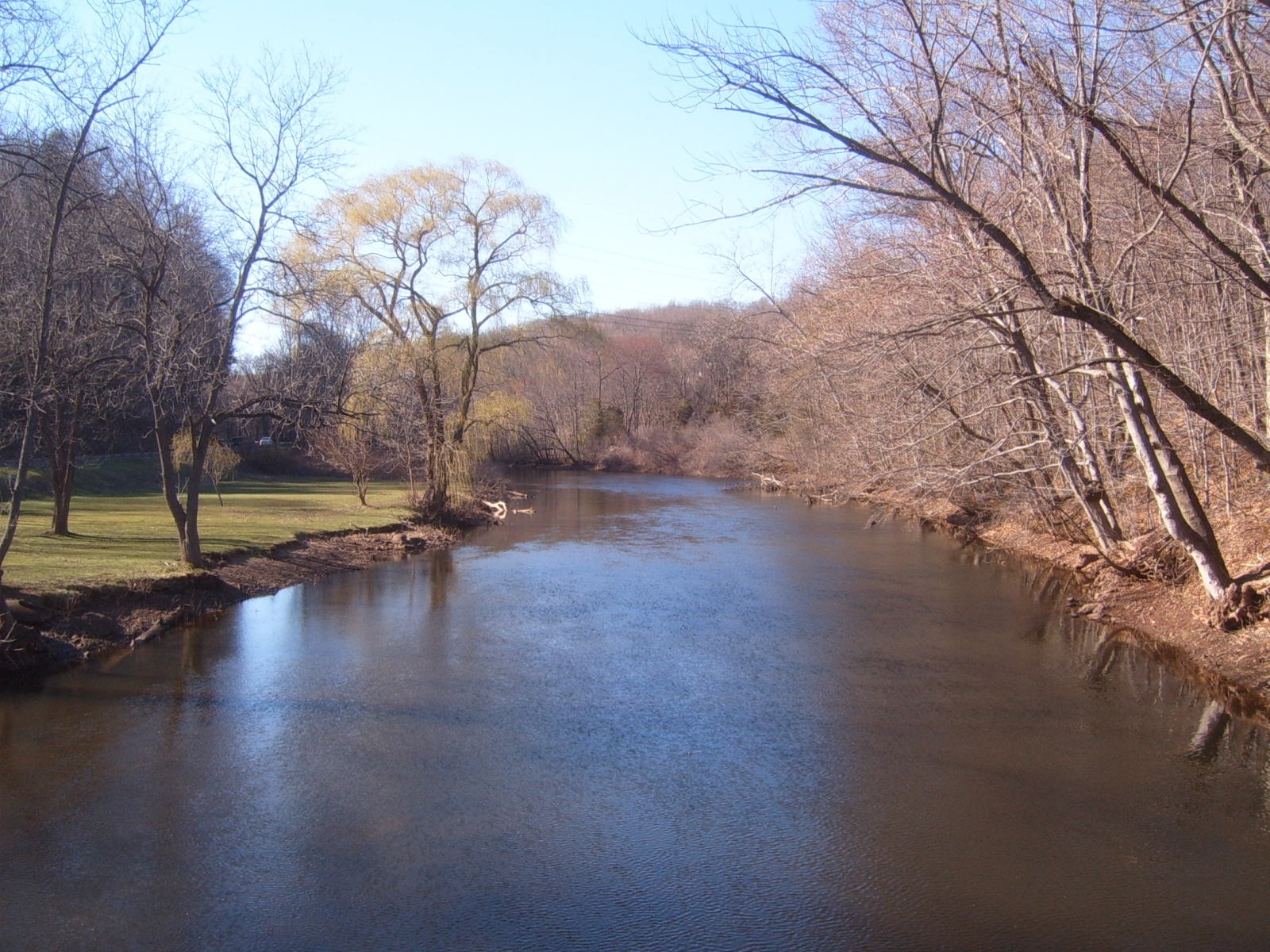
Река Куиннипиак на территории города

Мериден (англ. Meriden) — город, расположенный в округе Нью-Хейвен (штат Коннектикут, США) с населением в 60 868 человек по статистическим данным переписи 2010 года.

## География
По данным Бюро переписи населения США город Мериден имеет общую площадь в 62,42 квадратного километра, из которых 61,64 кв. километра занимает земля и 1,04 кв. километров — вода. Площадь водных ресурсов округа составляет 1,67 % от всей его площади.
Город Мериден расположен на высоте 54 метра над уровнем моря.

## Демография
По данным переписи населения 2000 года в Мериден проживало 58 244 человека, 14 964 семьи, насчитывалось 22 951 домашнее хозяйство и 24 631 жилой дом. Средняя плотность населения составляла около 2 человек на один квадратный километр. Расовый состав по данным переписи распределился следующим образом: 80,2 % белых, 6,4 % — чёрных или афроамериканцев, 0,4 % — коренных американцев, 1,4 % — азиатов, 0,02 % — выходцев с тихоокеанских островов, 2,9 % — представителей смешанных рас, 8,6 % — других народностей. Испаноговорящие составили 32,4 % от всех жителей города.
Из 22 951 домашнего хозяйства в 31,3 % — воспитывали детей в возрасте до 18 лет, 45,4 % представляли собой совместно проживающие супружеские пары, в 15,2 % семей женщины проживали без мужей, 34,8 % не имели семей. 28,9 % от общего числа семей на момент переписи жили самостоятельно, при этом 10,7 % составили одинокие пожилые люди в возрасте 65 лет и старше. Средний размер домашнего хозяйства составил 2,49 человека, а средний размер семьи — 3,08 человека.
Население города по возрастному диапазону по данным переписи 2000 года распределилось следующим образом: 25,7 % — жители младше 18 лет, 8,1 % — между 18 и 24 годами, 30,2 % — от 25 до 44 лет, 21,9 % — от 45 до 64 лет и 14,1 % — в возрасте 65 лет и старше. Средний возраст жителей составил 36 лет. На каждые 100 женщин в Мериден приходилось 94,0 мужчины, при этом на каждые сто женщин 18 лет и старше приходилось 89,2 мужчины также старше 18 лет.
Средний доход на одно домашнее хозяйство в городе составил 43 237 долларов США, а средний доход на одну семью — 52 788 долларов. При этом мужчины имели средний доход в 39 633 доллара США в год против 10 268 долларов среднегодового дохода у женщин. Доход на душу населения в городе составил 20 597 долларов в год. 17,5 % от всего числа семей в городе и 20,5 % от всей численности населения находилось на момент переписи населения за чертой бедности, при этом 33,3 % из них были моложе 18 лет и 23,8 % — в возрасте 65 лет и старше.